# Alfred Schneider
Alfred Schneider SJ (24. listopada 1931., Zagreb – 16. ožujka 2016., Zagreb), hrvatski katolički svećenik, isusovac, teolog.

## Životopis
Osnovnu školu pohađao je u Zagrebu u Gundulićevoj ulici, a srednju je započeo 1941. godine u njemačkoj školi. Ubrzo ju je napustio, budući da je program te škole za njegova oca bio previše nacistički nastrojen, a i sam je imao neprilika jer se uvijek izjašnjavao Hrvatom, a ne Nijemcem. Srednju školu nastavio je u novoosnovanoj dominikanskoj klasičnoj gimnaziji, gdje je doživio bombardiranje i rušenje samostana u kojem su poginula osmorica dominikanaca. Godine 1945. komunistički režim ukinuo je dominikansku gimnaziju pa je školovanje nastavio u drugoj klasičnoj gimnaziji i 1950. maturirao. 
U novicijat Družbe Isusove stupio je odmah nakon mature, 7. rujna 1950. na Fratrovcu u Zagrebu. Nakon studija filozofije i teologije na Filozofsko-teološkom institutu Družbe Isusove na Jordanovcu, zaređen je za svećenika 30. srpnja 1961. u Bazilici Srca Isusova. 
Nakon ređenja ostao je u Palmotićevoj, gdje je bio kateheta srednjoškolaca i ujedno tijekom nekoliko mjeseci upravljao župom Bukevje. Budući da od komunističkih vlasti nije dobio dozvolu da ode u inozemstvo na daljnje studije, poslan je u Opatiju, gdje je završio treću probaciju, a potom u Dječačko sjemenište na zagrebačku Šalatu. Tu je kroz punih deset godina, od 1964. do 1974. g., radio kao odgojitelj sjemeništaraca, odnosno generalni prefekt. 
U jesen 1974. napokon je pošao na daljnji studij u Frankfurt, gdje je na tamošnjoj Filozofsko-teološkoj školi Družbe Isusove upisao doktorat. Studij je uspješno završio u lipnju 1979. i doktorirao s temom “Riječ Božja i Crkva u teološkom promišljanju Heinricha Schliera”. 

## Djelovanje
Po završetku doktorata u Frankfurtu 1974., vraća se u Zagreb, gdje na Teološkom studiju Filozofsko-teološkoga instituta Družbe Isusove i na odjelu za Religijsku kulturu pri Filozofskom Fakultetu Družbe Isusove predaje razne predmete fundamentalne teologije i dogmatike. Tijekom prve tri godine profesorskoga rada na Jordanovcu bio je ujedno i duhovnik bogoslova. Sve do svoga umirovljenja radio je kao profesor, pa i nakon toga ostao je na raspolaganju i institucijama i studentima na Jordanovcu. Napisao je više stručnih priručnika i knjiga te nekoliko knjižica duhovno-meditativnog karaktera. Rado je davao duhovne vježbe i bio voditelj duhovnih obnova ne samo za svećeničke kandidate nego i za brojne različite zajednice časnih sestara. 
Od godine 1981. redovito je služio misu u kapelici sestara sv. Križa pri bolnici Rebro. Rado je odlazio i bio na raspolaganju za dijeljenje sakramenata. Sam je zapisao: "U mom radu s bolesnicima bio sam svjedokom pravih čudesa Božje milosti. Sjećanja na bezbrojne susrete s bolesnicima i s umirućima smatram najdragocjenijim stranicama moga svećeničkog života i najvećim Božjim darom." 
Umro je 16. ožujka, 2016. na Fratrovcu u Zagrebu, u 85. godini života, 66. Družbe i 55 svećeništva.

## Iskustvo partizanskoga logora
O. Alfred bio čovjek duboke molitve. Sam svjedoči da je na najčudesniji i najneobičniji način shvatio važnost ustrajne i tihe molitve, naučivši to u logoru u zagrebačkom Jankomiru. Godine 1945., nakon partizanskog zauzeća Zagreba, taj isti mladi Alfred, zajedno sa svom svojom obitelji, i ocem kojemu je smetao nacistički odgoj, bio je strpan u logor u kojem su bili pokupljeni svi Nijemci i Zagrepčani njemačkog podrijetla, kao "narodni neprijatelji". Otac, već tada priznati i poznati graditelj violina, osuđen je na sedam godina robije s oduzimanjem sve imovine. Upravo u tom logoru bile su i karmelićanke Božanskoga Srca Isusova, Njemice. One su se brinule za djecu u logoru. Tako je i on s njima često razgovarao. Jednom mu je sestra Ana Terezija rekla da u njemu vidi klicu svećeničkoga zvanja. On se tomu isprva jako usprotivio, jer mu nije ni na kraj pameti bila takva mogućnost. Ona je pak obećala da će se moliti za njega svaki dan. Poslije logora više se nikad nisu vidjeli. Tek pet godina nakon njegova ređenja dobio je od nje pismo u kojem ona čestita i svjedoči da se kroz tih dvadesetak godina redovito molila za njega. To je ostavilo na njega dubok trag.

## Djela
- 1990. Crkva Kristova, znak spasa. Zagreb: Filozofsko-teološki institut Družbe Isusove.
- 1993. Krštenje: Potvrda: Sakramenti kršćanske inicijacije. Zagreb: Filozofsko-teološki institut Družbe Isusove.
- 2008. Crkva: Otajstvo i znak spasa. Zagreb: Filozofsko-teološki institut Družbe Isusove.
- 2008. Kristologija: Povijest i otajstvo Isusa Krista. Zagreb: Filozofsko-teološki institut Družbe Isusove.
- 2008. Mariologija: Djevica Marija u otajstvu Krista i Crkve. Zagreb: Filozofsko-teološki institut Družbe Isusove.
- 2008. Na putovima Duha Svetoga. Zagreb: Filozofsko-teološki institut Družbe Isusove.
- 2010. Eshatologija: Vjerujem u uskrsnuće i vječni život. Zagreb: Filozofsko-teološki institut Družbe Isusove.
- 2011. Anđeo će moj ići pred tobom. Zagreb: Filozofsko-teološki institut Družbe Isusove.